# 410e régiment d'artillerie
Le 410e régiment d'artillerie est un régiment d'artillerie de l'armée de terre française.

## Etendard
Il porte, cousues en lettres d'or dans ses plis, l'inscription suivante :
- AFN 1952-1962